# Hieronymus Francken II

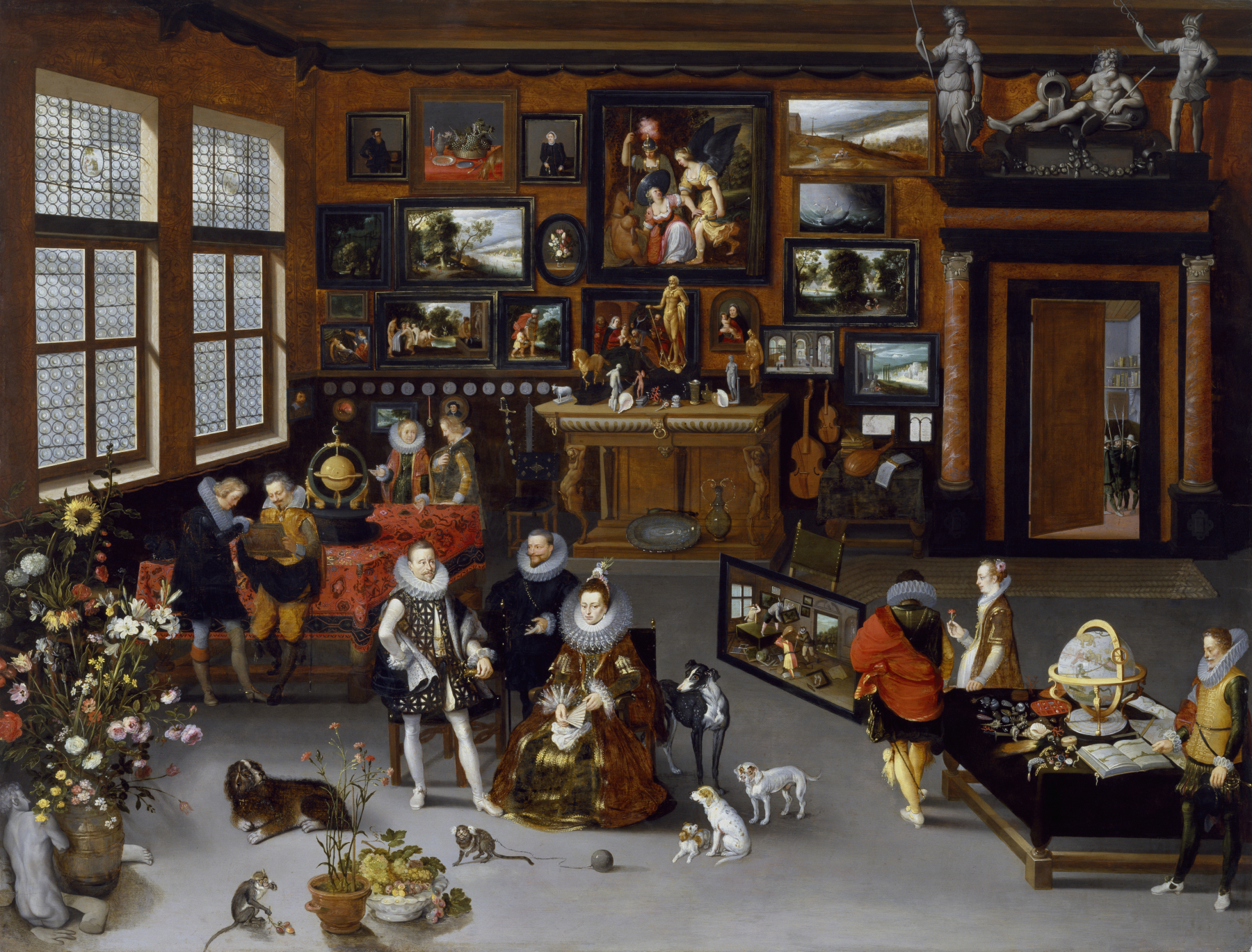
Gli arciduchi Alberto e Isabella visitano il gabinetto di un collezionista

Hieronymus Francken II (Anversa, 12 settembre 1578 – Anversa, 17 marzo 1623) è stato un pittore fiammingo, specializzato in dipinti di gallerie d'arte, ma anche soggetti storici, religiosi, nature morte di frutta, ritratti, quadri di genere, in particolare architetture.

## Biografia
Apparteneva alla famiglia di pittori Francken. Figlio di Frans Francken I e di Elisabeth Mertens, fu allievo del padre e, dal 1605, dello zio Ambrosius Francken I.
Nel 1607 entrò a far parte della Corporazione di San Luca di Anversa. Probabilmente nel 1609 si trovava a Parigi: la somiglianza nello stile di esecuzione delle sue opere con quello del fratello Frans, oltre a creare problemi di attribuzione, fa supporre che entrambi avessero studiato per un certo periodo presso lo zio Hieronymus.

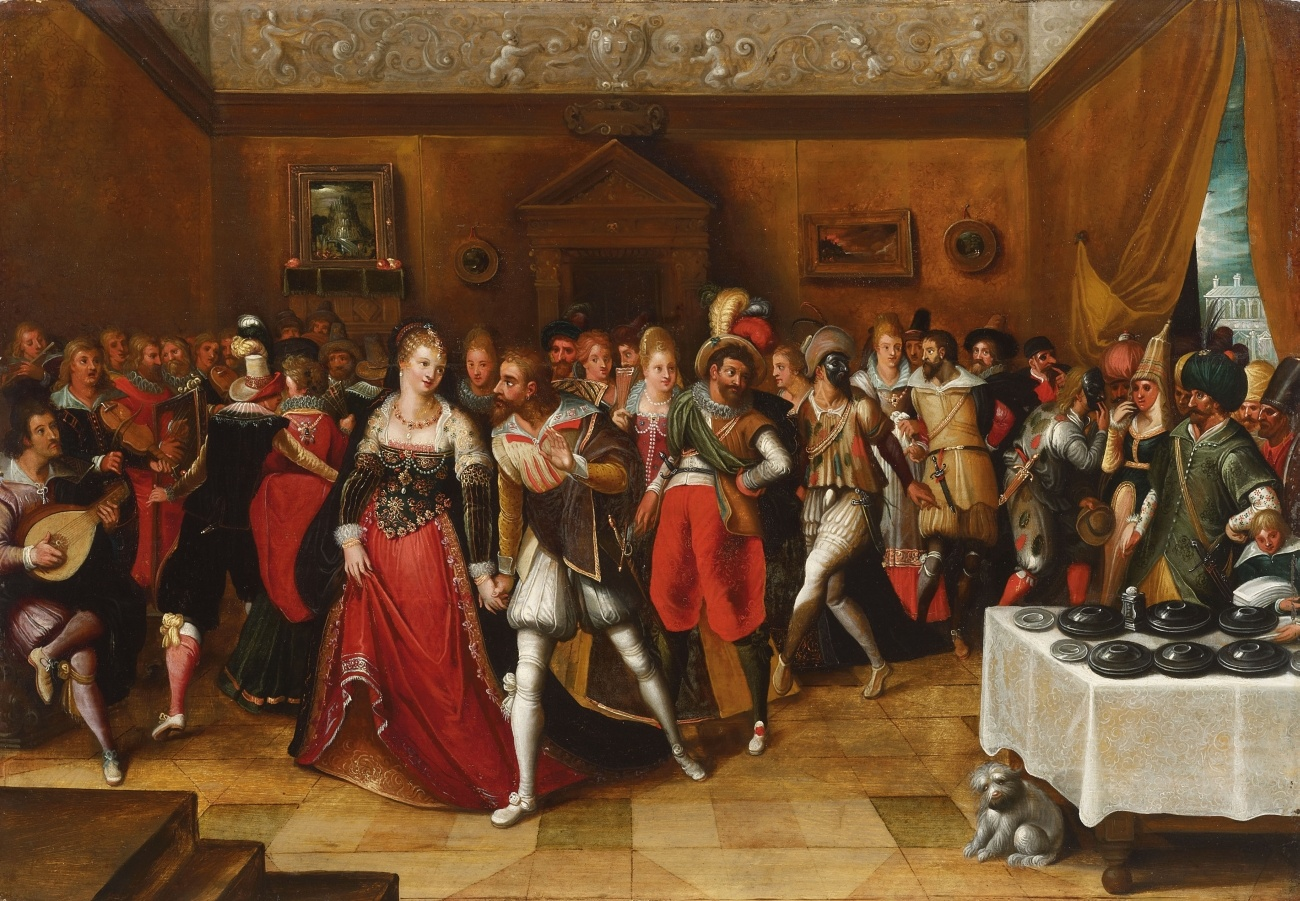
Compagnia festiva

Dipinse soprattutto quadri gallerie d'arte, ma anche soggetti storici, religiosi, nature morte di frutta, ritratti, quadri di genere, in particolare architetture.
Le sue opere influenzarono altri pittori, come Jacob van Hulsdonck.

## Opere
- Il ricco e il povero a tavola, 1604, Koninklijk Museum voor Schone Kunsten, Anversa[3]
- Il Giudizio Universale, olio su tavola, 47 x 32 cm, 1605-1610, Residenzgalerie, Salisburgo
- Il ballo, olio su tavola, 61 x 87 cm, 1607 c., Museo dell'Ermitage, San Pietroburgo
- Orazio Coclite, 1620, Koninklijk Museum voor Schone Kunsten, Anversa[1][3]
- Il negozio del mercante Jan Snellinck, 1621, Bruxelles[1]
- Decapitazione di Giovanni Battista, Gemäldegalerie Alte Meister, Dresda[1]
- Martirio di Santa Caterina, Anversa[1]